# Eber Moas
Éber Alejandro Moas Silveira (født 21. marts 1969 i Montevideo, Uruguay) er en uruguayansk tidligere fodboldspiller (forsvarer).
Moas spillede over en periode på 10 år 48 kampe for Uruguays landshold. Han repræsenterede sit land ved fire udgaver af Copa América, heraf 1995-udgaven som Uruguay vandt efter finalesejr over Brasilien.
På klubplan spillede Moas blandt andet for Danubio i hjemlandet, for Independiente i Argentina samt for colombianske América de Cali.

## Titler
Primera División Uruguaya
- 1988 med Danubio

Primera División de Argentina
- 1994 med Independiente

Copa América
- 1995 med Uruguay